# Pteroodes longipennis
Pteroodes longipennis là một loài bướm đêm thuộc phân họ Arctiinae, họ Erebidae.